# 菅原望
菅原 望（すがわら のぞむ）は、日本のピアニスト・ピアノ教師。宮城県仙台市出身。

## 略歴
東京芸術大学、同大学院を修了。ハンガリー国立リスト・フェレンツ音楽大学One year Piano Soloist Courseに入学し、最高位でディプロマ取得。カールマン・ドラフィ、ジョルジュ・ナードルの各氏に師事した。
主な受賞歴に、第31回ピティナ・ピアノコンペティション連弾部門において最優秀賞、洗足学園前田賞、ANA賞受賞、第36回ピティナ・ピアノコンペティション特級グランプリ、文部科学大臣賞、東京シティフィル賞、王子ホール賞、読売新聞社賞、学生審査員賞など
日本〜ハンガリーを拠点に活動しており、教育活動にも力を入れている。